# Vivir así es morir de amor
«Vivir así es morir de amor» es una canción compuesta e interpretada por el cantautor español Camilo Sesto, y producida por Rafael Pérez Botija. Fue publicada inicialmente en el álbum Sentimientos en 1978, y posteriormente remasterizada en 1997 e incluida en su décimo álbum de estudio Camilo Superstar. En 2018 se lanzaron algunas ediciones y remezclas de «Vivir así es morir de amor» por el 40 aniversario del álbum Camilo Superstar, así como una versión sinfónica para el álbum Camilo Sinfónico.

## Clasificación
| País      | Posición |
| --------- | -------- |
| Argentina | 5        |
| España    | 6        |
| México    | 6        |

## Descripción
Se trata de un tema romántico, en el que se canta a un amor imposible que causa la desesperación del autor.
La canción fue publicada en formato de simple de 45 RPM en 1978. El lado A incluía «Vivir Así es Morir de Amor» (compuesta por Camilo Blanes, es decir, el propio Camilo Sesto), mientras que el lado B incluía «Agua de Dos Ríos» (compuesta por Rafael Pérez Botija). Dicho sencillo fue publicado por "Ariola".

## Versiones
- El tema ha sido versionado por El Canto del Loco en su álbum debut en 2000.[4]
- Versionada por los concursantes Marey y Miguel Nández de Operación Triunfo 2002.
- Fue versionada por el mexicano Cox en la banda sonora de la serie Velo de novia (2003).
- La chilena Karen Paola la interpretó para la banda sonora de la telenovela juvenil Porky te amo (2006).
- La española Shaila Dúrcal incluyó el tema en su CD Recordando (2007).
- La versión del dominicano Toño Rosario data de 2007 y se incluye en su LP A tu gusto.
- La mexicana La Gusana Ciega incluyó el tema en su LP Jaibol (2008).
- Incluida en el espectáculo 40. El Musical (2009).
- Versionada por la banda chilena Javiera y los Imposibles.
- Versionada por el argentino Claudio Basso en el reality musical Operación Triunfo.
- Versionada por Abraham Mateo para televisión en 2009.
- El chileno Álvaro Veliz la grabó en 2009.
- El autor interpretó a dúo el tema con Alaska, en una versión recogida en el LP de Fangoria El paso trascendental del vodevil a la astracanada (2010).
- Grabado por la mexicana Ninel Conde para su cuarto álbum de estudio Ayer y hoy.
- En 2011 fue interpretada por el valenciano Francisco en el talent show Tu cara me suena.
- En 2012 el cuartetero Fabián Show interpretó el sencillo en sus famosas presentaciones.[5]
- Incluida en el LP Laura Miller de la cantante argentina homónima, de 2013.
- Versionada por la mexicana Regina Orozco en su disco Canciones Pa' Lavar Trastes (2015).
- El argentino Vicentico lo grabó para la banda sonora de la película de 2016 Me casé con un boludo.
- El tema ha sido versionado por Mónica Naranjo en el 60 aniversario de Televisión Española en 2016.[6]
- Versionado por Stravaganzza en su gira 2017.
- Versionado por los concursantes de Operación Triunfo 2018 en su Gala 6, el 31 de octubre de 2018.
- Se lanza la versión sinfónica de la canción para el álbum de 2018 Camilo Sinfónico.
- En 2019 fue versionada por Edu Soto, en el programa de La 1 de TVE La mejor canción jamás cantada.[7]
- En 2020 fue versionada por Raphael, junto a Gloria Trevi en el LP de duetos 60 años.
- En 2021 fue versionada por Panteón Rococó, para su nuevo álbum de estudio OFRENDA. Homenaje que rinde tributo a los Cantautores Ausentes que influenciaron su carrera y sus inicios.
- En 2021 fue versionada por Nathy Peluso, lo publicó como sencillo con un videoclip dirigido por ella misma. La versión estaba producida por Rafael Arcaute.